# Aguarón
Aguarón település Spanyolországban,  Zaragoza tartományban. Aguarón Cariñena, Cosuenda, Encinacorba, Codos és Tobed községekkel határos. Lakosainak száma 599 fő (2024).

## Népesség
A település lakosságának változását az alábbi diagram mutatja:
| Lakosok száma | 778  | 776  | 838  | 896  | 848  | 796  | 684  | 636  | 610  | 599  |
|               | 2001 | 2004 | 2007 | 2009 | 2012 | 2014 | 2017 | 2019 | 2022 | 2024 |